# Autoagressividade
Auto-agressividade é a atitude em que o indivíduo comete atos contra si mesmo, ferindo-se, autolesionando-se, machucando-se, autoflagelando-se ou punindo-se de alguma maneira.
Ocorre usualmente em pessoas com transtornos mentais, como esquizofrenia, disfunção alimentar, retardo mental e alguns episódios de depressão.